# Lava (phim 2014)
Lava là bộ phim hoạt hình máy tính ngắn xen lẫn nhạc kịch năm 2014, do hãng Pixar Animation Studios sản xuất. James Ford Murphy là đạo diễn của bộ phim, với phần sản xuất của Andrea Warren. Lava ra mắt tại Liên hoan phim hoạt hình quốc tế Hiroshima vào ngày 14 tháng 6 năm 2014 và được phát hành trên các rạp chiếu cùng bộ phim dài Những mảnh ghép cảm xúc của Pixar vào ngày 19 tháng 6 năm 2015.
Bộ phim là một câu chuyện tình bằng âm nhạc kéo dài hàng triệu năm. Bộ phim dựa trên một bài hát do Murphy sáng tác và lấy cảm hứng từ "vẻ đẹp hoang sơ của hòn đảo nhiệt đới và sức quyến rũ bùng nổ của những miệng núi lửa đại dương." Bài hát cùng tên này được phát hành vào ngày 16 tháng 6 năm 2015 dưới dạng đĩa đơn kỹ thuật số và là bài hát bổ sung trong lần xuất bản CD nhạc phim Những mảnh ghép cảm xúc.

## Nội dung
Ở một hòn đảo nhiệt đới trên biển Thái Bình Dương, một miệng núi lửa đơn độc tên là Uku ngắm nhìn những sinh vật hoang dã nô đùa cùng bạn tình và mong muốn một ngày tìm được một nửa của mình. Anh cứ hát một bài hát mỗi ngày trong suốt hàng nghìn năm, cho đến khi cạn kiệt dung nham và chìm xuống nước, mà không biết có một miệng núi lửa khác dưới biển tên là Lele đã lắng nghe anh hàng ngày và phải lòng anh. Vào ngày Uku bị dập tắt, cũng là lúc cô trồi lên, nhưng khuôn mặt cô lại xoay đi hướng khác và không thể nhìn thấy anh. Uku chìm hẳn xuống lòng biển, dù đau khổ nhưng lại hồi sinh khi nghe giọng Lele hát bài hát cũ cho anh. Khi ngọn lửa dần bốc cháy, anh trở lại mặt biển cạnh Lele và cả hai tạo nên một hòn đảo riêng, nơi họ sống hạnh phúc bên nhau.

## Diễn viên

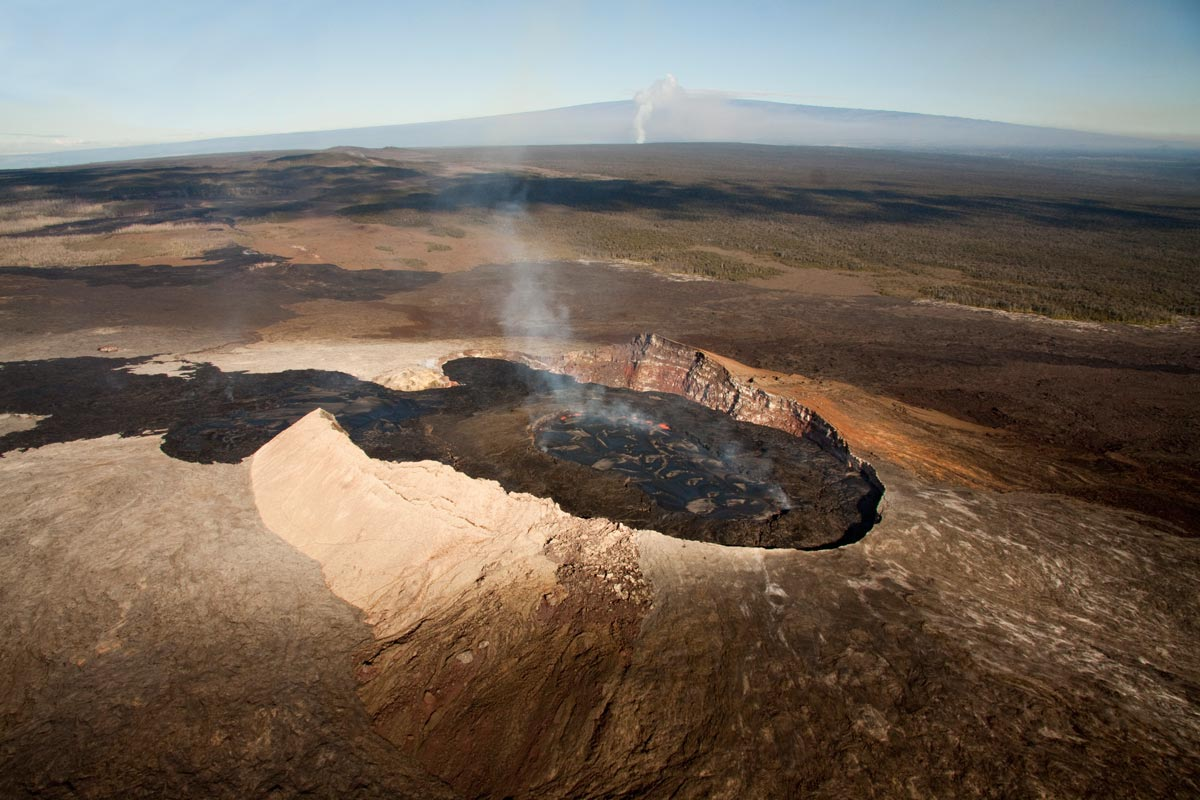
Bộ phim lấy bối cảnh ở quần đảo Hawaii, nơi có nhiều núi lửa hoạt động.

- Kuana Torres Kahele vai Uku, một ngọn núi lửa đơn độc tìm kiếm tình yêu đích thực của mình.[8] Gương mặt của nhân vật được hợp nhất từ diện mạo của Kahele, ngôi sao Jackie Gleason của The Honeymooners và chú chó Marc Antony từ bộ phim hoạt hình ngắn của Chuck Jones, Feed the Kitty.[9]
- Napua Greig vai Lele, một ngọn núi lửa khác và là người tình của Uku.[8]

Hai ngọn núi lửa trong Lava lấy cảm hứng phần lớn từ cố nhạc sĩ Israel Kamakawiwoʻole và vợ của ông, trong khi phong cách âm nhạc sử dụng trong phim mang nhiều điểm tương đồng với phiên bản trình bày lại "Somewhere Over the Rainbow" của ông.

## Tiếp nhận
Nicholas Garrett cho bộ phim một đánh giá tích cực; ông phát biểu "đây là một trong [những phim ngắn] nhẹ nhàng và gây xúc động nhất". Oliver Lyttelton cho rằng bộ phim "tuyệt đẹp". Trong một đánh giá 3.5 sao, Pat Mullen khen ngợi "hình ảnh tuyệt diệu" và "nét nghệ thuật và độc đáo tổng thể" của phim. Nelson Rivera viết rằng "Câu chuyện được kể bằng âm nhạc, điều luôn gây hứng thú, vì âm nhạc có thể chạm đến những cảm xúc thuần túy nhất và Lava gần như chắc chắn thành công về điều này một cách dễ dàng".
Dù vậy, Pablo Ruiz cho một nhận xét tiêu cực, mô tả phần dẫn dắt phim "lười nhác" và cho rằng phim "không có tiến triển nhân vật, cũng chẳng có dẫn chuyện. Không có câu chuyện nào ở đây cả. Chỉ là những điều diễn ra trên màn hình mà thôi." Michael Colan xếp Lava vào một trong những tác phẩm ngắn yếu kém nhất của Pixar dựa trên phần sáng tác, phát biểu rằng phim "kể quá nhiều, nhưng chưa cho thấy đủ". Dù vậy, tác giả vẫn khen ngợi bộ phim bởi phần "hoạt họa tráng lệ" và cho rằng đây là một "ý tưởng tuyệt vời."